# Type 99 (fucile)
Il Type 99 (九九式小銃 / 九九式長小銃? lett. Kyūkyū-shiki sōjyū o Kyūkyū-shiki tōsyōjyū) è stato un fucile d'ordinanza a otturatore girevole-scorrevole della serie Arisaka, ampiamente prodotto e adoperato dall'esercito imperiale giapponese e dall'esercito imperiale del Manciukuò durante la seconda guerra mondiale.

## Caratteristiche e storia
Uno degli svantaggi del predecessore, il Type 38, era il calibro 6,5 × 50 mm Arisaka del proiettile sparato, piccolo e non abbastanza efficace. L'esercito imperiale giapponese sviluppò il Type 99 in base al Type 38 adottando però la nuova cartuccia 7,7 × 58 mm Arisaka. Il Type 99 fu prodotto in nove diversi arsenali, dei quali sette in Giappone e i restanti a Mukden in Manciuria e Jinsen in Corea. In totale furono fabbricati 2.300.000 fucili, il 30% circa dalla Toyo-Kogyo, e la maggior parte ebbe la canna placcata con il cromo garantendone l'inossidabilità. Inizialmente il Type 99 fu fornito nella versione "lunga", con canna da 790 mm, ma a partire dal 1942 subentrò la versione "corta" con canna ridotta a 640 mm, la quale rappresenta la gran parte della produzione complessiva.
Fu pianificato di rimpiazzare tutti i Type 38 con i nuovi Type 99, ma il processo era in pieno svolgimento quando il Giappone decise di aprire il fronte del Pacifico: l'esercito si trovò costretto a utilizzare entrambi i fucili fino alla fine della guerra. A partire dal settembre 1944 le difficoltà economiche in cui si dibatteva l'impero giapponese, dovute al blocco sottomarino statunitense, obbligarono l'industria a ridurre drasticamente i costi per compensare le perdite e risparmiare materiali preziosi; i Type 99 costruiti in quest'ultimo periodo erano di qualità sensibilmente minore e furono chiamati "ultima speranza" o "sostituto standard", per la loro mancanza di rifiniture. In generale essi apparivano come una versione grezza del Mauser Karabiner 98k tedesco.
Del Type 99 fu elaborata una versione per tiratori scelti. Un primo lotto di 1.000 fucili fu fornito dall'arsenale di Kokura con un'ottica da 2,5 ingrandimenti: i mirini erano dei Tomoika Type 1, montati sul lato sinistro dell'otturatore fissati a un apposito sostegno. Altri 9.000 pezzi furono invece consegnati dall'arsenale di Nagoya;  7.000 circa furono equipaggiati con mirini telescopici da 4 ingrandimenti. Entrambi i tipi furono distribuiti principalmente alle truppe stanziate in Giappone.

## Note

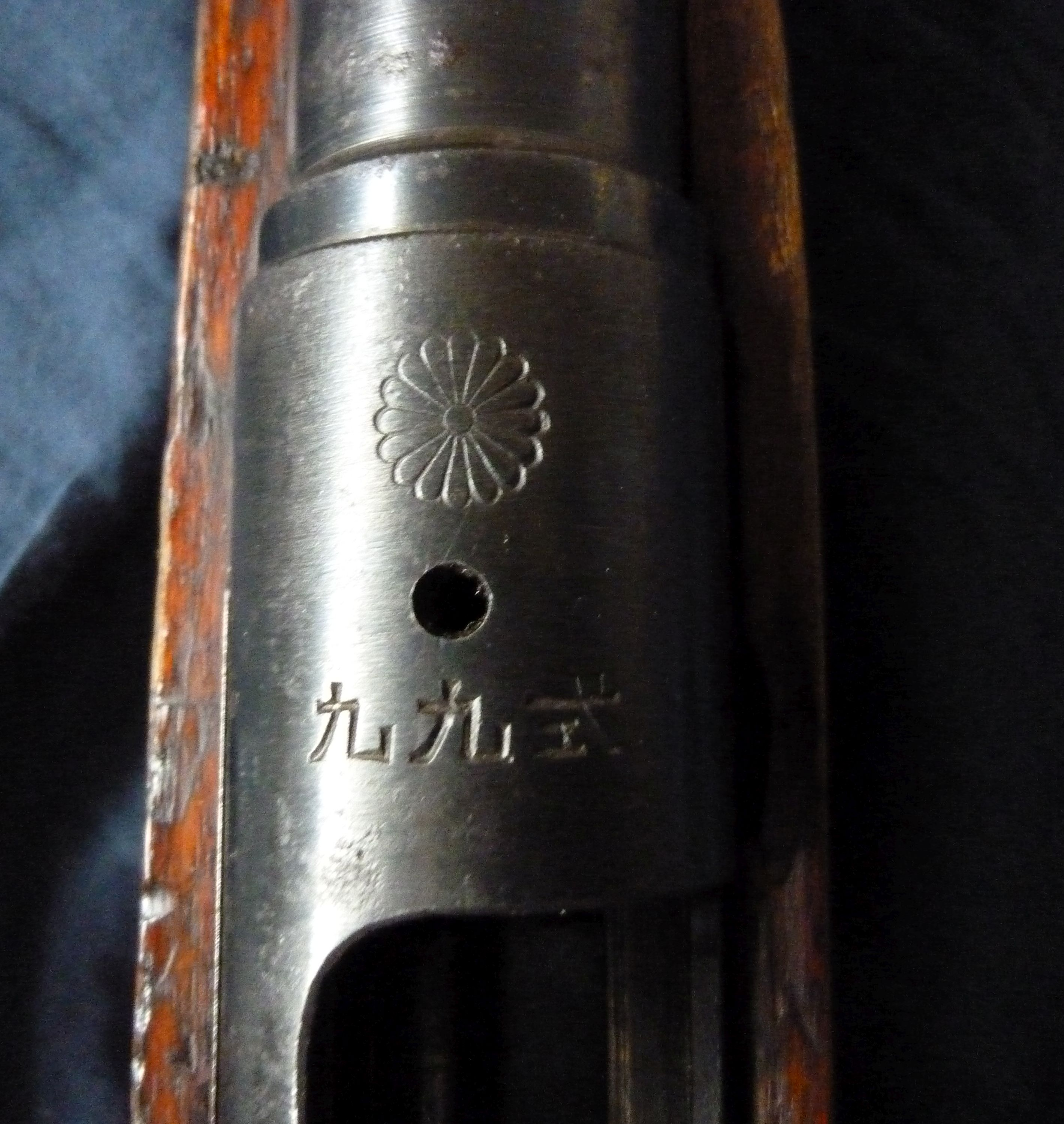
Dettaglio del sigillo imperiale impresso sul fucile